# Feked
Feked é um município da Hungria, situado no condado de Baranya. Tem 19,33 km² de área e sua população em 2019 foi estimada em 194 habitantes.